# Тронхайм
Тро̀нхайм и Тро̀нхейм (на норвежки: Trondheim,) е град и община в Централна Норвегия.

## География
Тронхайм е главен административен център на фюлке Сьор-Трьонелаг. Разположен е на брега на Норвежко море във фиорда Тронхаймсфьоден около устието на река Ниделва. Този старинен град е бил център на норвежката култура още в ранното Средновековие. Има жп гара и пристанище. Там се намира катедралата „Нидарос“, която се смята за най-значимата в Норвегия – образец на романската и готическата архитектура. Населението му е около 156 800 души към 1 януари 2008 г.

## История
Основан е през 997 г. от крал Олаф I.

## Спорт
Представителният футболен отбор на града носи името Русенборг БК. Тимът е с най-големи успехи сред норвежките футболни отбори. Той е единственият норвежки футболен отбор играл в групите на Шампионската лига. Вторият по популярност футболен отбор от града е Ранхайм Фотбал, който е базиран в едноименния квартал Ранхайм. Състезава се във второто ниво на норвежкия футбол Адеколиген. Други футболни отбори от града, които играят в третото ниво на норвежкия футбол са ФК Наду и Бюосен ИЛ.

## Личности
- Ани (р. 1977), норвежка поппевица
- Емил Хегле Свенсен (р. 1985), норвежки биатлонист

## Побратимени градове
Побратимените с Тронхайм са следните градове:
- Валехо, САЩ
- Грац, Австрия
- Дармщат, Германия
- Дънфърмлин, Шотландия
- Йостершунд, Швеция
- Керен, Еритрея (побратимени освен с Тронхайм, но и с градчето Хеймдал)
- Клаксвик, Фарьорски острови
- Коупавогюр, Исландия
- Норшьопинг, Швеция
- Оденсе, Дания
- Петах Тиква, Израел
- Рамала, Палестинска автономия
- Сплит, Хърватия
- Тампере, Финландия
- Тираспол, Молдова / Приднестровие
- Упернавик, Гренландия